# Ready or Not (filme)
Ready or Not (prt: Ready or Not - O Ritual; bra: Casamento Sangrento) é um filme americano de 2019, dos gêneros suspense e humor ácido, dirigido por Matt Bettinelli-Olpin e Tyler Gillett e escrito por Guy Busick e R. Christopher Murphy. Estrelado por Samara Weaving, Adam Brody, Mark O'Brien, Henry Czerny e Andie MacDowell, o enredo gira em torno de Grace (Weaving), uma recém-casada que é convidada a participar de uma noite jogos com a rica família de seu esposo, herdeiro de uma dinastia de jogos de tabuleiro. 
O filme estreou no Fantasia International Film Festival em 27 de julho de 2019 e foi lançado nos Estados Unidos em 21 de agosto pela Fox Searchlight Pictures. Recebeu avaliações positivas por parte dos críticos cinematográficos, que elogiaram as atuações do elenco (em especial Weaving), a direção e o roteiro, e arrecadou mais de 57,6 milhões de dólares em todo o mundo e foi indicado ao Prêmio Saturno de melhor filme de terror.

## Produção
Em novembro de 2017, foi anunciado que Matt Bettinelli-Olpin e Tyler Gillett dirigiriam o filme, e Guy Busick e R. Christopher Murphy ficaram responsáveis pelo roteiro. A produção ficou sob a responsabilidade de Tripp Vinson, James Vanderbilt, William Sherak e Bradley J. Fischer, enquanto Tara Farney, Tracey Nyberg e Chad Villella foram os produtores executivos.
A escalação de Samara Weaving, Andie MacDowell, Adam Brody, Mark O'Brien, Melanie Scrofano, Henry Czerny e Elyse Levesque ocorreu entre agosto a outubro de 2018.
As filmagens ocorreram de 15 de outubro de 2018 a 19 de novembro em diferentes locais na área de Toronto, incluindo Casa Loma, Sunnybrook Park, Claireville Conservation Area, e em Parkwood Estate em Oshawa, Ontário.

## Recepção

### Bilheteria
Ready or Not arrecadou 28,7 milhões de dólares nos Estados Unidos e Canadá e 28,9 milhões em outros territórios, angariando 57,6 milhões de dólares mundialmente, contra um orçamento de produção de 6 milhões de dólares.

### Crítica
Ready or Not foi bem recebido pela crítica após seu lançamento. No agregador de resenhas Rotten Tomatoes, recebeu o "Certified Fresh" e tem um índice de aprovação de 88% com base em 317 comentários e uma classificação média de 7,2/10. O consenso crítico do site diz: "Inteligente, subversivo e sombriamente engraçado, Ready or Not é um filme de terror que agrada o público com uma dose vertiginosamente divertida". No Metacritic, o filme detém uma pontuação de 64 em 100, com base em 39 avaliações, indicando avaliações "geralmente favoráveis".
Bobby LePire avaliou o filme com 10/10 e escreveu, no site Film Threat, que "as atuações são incríveis, a direção impressionante e intensa, e o roteiro é incrivelmente brilhante e engraçado. Eu adoro cada segundo assustador e engraçado deste filme e recomendo para todos os outros." Julia Sabbag, do Omelete, avaliou-o como "ótimo" e pontuou que "Samara Weaving é peça fundamental" do filme "divertido e estiloso".

### Prêmios e indicações
| Ano  | Prêmio                   | Categoria                            | Indicado       | Resultado | Ref.          |
| ---- | ------------------------ | ------------------------------------ | -------------- | --------- | ------------- |
| 2019 | IGN Summer Movie Awards  | Melhor atuação principal em um filme | Samara Weaving | Indicado  | [ 19 ]        |
| 2019 | Fright Meter Awards      | Melhor atriz                         | Samara Weaving | Venceu    | [ 20 ]        |
| 2020 | Fangoria Chainsaw Awards | Melhor atriz                         | Samara Weaving | Indicado  | [ 21 ] [ 22 ] |
| 2020 | HNiD Awards              | Melhor atriz                         | Samara Weaving | Indicado  | [ 23 ]        |
| 2021 | Prêmio Saturno           | Melhor filme de terror               | Ready or Not   | Indicado  | [ 7 ]         |